# Willy Dumbo
Willy Dumbo, de son vrai nom Missinhoun  Emmanuel Wilfried, est un humoriste, chanteur et animateur télé ivoirien, né en 1987. Il est le présentateur de l’émission Willy à Midi ou “WAM” sur Life TV.

## Biographie
Willy Dumbo est le fils aîné d'une famille de trois enfants. Il est ivoirien d’origine béninoise et vit en Côte d’Ivoire depuis son enfance. Il a grandi à Abidjan, précisément au quartier Sicogi dans la commune de Koumassi,. 
Après l'obtention de son Baccalauréat, Willy intègre la Marine marchande ivoirienne où il obtient le grade de Lieutenant, avant de se tourner vers sa passion : le théâtre,.

## Carrière

### Les débuts
C'est sur les réseaux sociaux que Willy Dumbo se fait connaitre grâce à ses parodies. Ses deux plus grands succès sont « Les awards des nuls » et « Alloco yo ».  Aussi, par sa capacité d'imiter le président Alassane Ouattara, Willy acquiert une forte renommée. Cela le mène à fouler la scène de la finale de Miss Côte d'Ivoire, où il fera rire de nombreux spectateurs, parmi lesquels se trouvera la Première Dame de Côte d'Ivoire, Madame Dominique Ouattara,. Par la suite, Il accède à « Bonjour », un rendez-vous annuel de la Radio Télévision Ivoirienne (RTI).

### Radio et télévision
Willy Dumbo commence sa carrière d'animateur en 2012 à l'émission « Les Matinales » sur la radio Ivoire Fm.
En 2015, il devient chroniqueur dans l'émission « Music actu » animée par Mohamed Kanté sur RTI2. Par la suite, il présente sur ladite chaîne l'émission de divertissement « Madame, Monsieur Bonsoir » de 2017 à 2019.
Willy devient plus tard chroniqueur sur Trace FM pour apporter de l’humour aux émissions « Génération 2.0 » et  « Accusé levez-vous ». Il est ensuite recruté à l’émission « Parlement du rire » auprès de Mamane, Michel Gohou, Charlotte et Digbeu Cravate,.
En 2020, Willy Dumbo est recruté par Fabrice Sawegnon comme animateur de l'émission « WAM » (Willy à Midi) sur Life TV,,.

### Musique
L'amour de Willy Dumbo pour la musique ne date pas d'aujourd'hui. Dans les années 2000, il faisait partie d'un groupe de musique zouglou connu sous le nom des « Tchepos »,. En 2017, Willy sort un single intitulé « Ziba Salsa » . Puis, suivront d'autres titres comme « Lève toi » et « On est déjà né » en featuring avec Petit Denis.

## Discographie
- 2017 : Ziba salasa[9]

- 2018 : On est déjà né ft Petit Denis

- 2018 : C ma go remix ft Mike Alabi

- 2020 : Joyeux anniversaire

- 2020 : Leve toi

- 2021 : croussa croussa ft fior2bior et oyoki nayo

## Prix et récompenses
- 2018 : Meilleur humoriste chanteur au Primud[10]

- 2020 : Meilleur animateur télé aux Africain Talent Awards[4]

- 2020 : Nommé pour le prix RFI Talents du Rire 2020[1]

- 2021 : Meilleur humoriste présentateur télé au Grand Prix « Ivoir'Humour »[11]

- 2021 : Meilleure émission télé de l’année aux African Talents

- 2022 : Meilleur humoriste 2022 à Abidjan Capital du Rire (7ème édition)[12]

- 2022 : Meilleur influenceur média aux Pulse Influencer Awards 2022[5]

- 2023 : Grand Prix « Ivoir'Humour »[13]

- 2024 : Prix NISA dans la catégorie émission télé de divertissement[14]